# Polyomavirusinfektion der Papageien

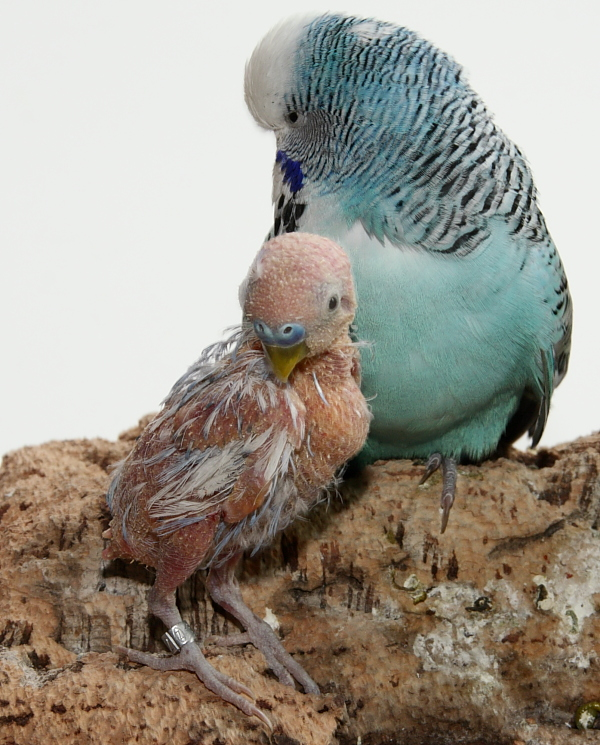
Wellensittich mit Polyomavirus-Infektion

Die Polyomavirusinfektion ist eine häufige bei Papageien auftretende Viruserkrankung, die durch das Wellensittich-Polyomavirus aus der Familie der Polyomaviridae ausgelöst wird. Die Erkrankung tritt weltweit und vor allem bei Wellensittichen auf – hier auch als Nestlingskrankheit der Wellensittiche bezeichnet. Aber auch zahlreiche andere Papageienarten wie Unzertrennliche, Aras und der Edelpapagei sind empfänglich, bei ihnen sind die klinischen Erscheinungen meist weniger stark ausgeprägt. Klinisch treten entweder Todesfälle bei Nestlingen auf (akute Erkrankung) oder Befiederungstörungen (chronischer Verlauf). Die Diagnose wird durch den Virusnachweis aus Kot oder Blut gestellt. Eine Behandlung ist nur symptomatisch möglich, weshalb Bestände vor allem gegen die Einschleppung des Virus geschützt werden sollten. Ist ein Bestand betroffen, kann eine rasche Durchseuchung zumindest vor weiteren Todesfällen schützen.

## Infektionsweg
Die Infektion erfolgt durch Kot, Haut- und Federzellen, beim Wellensittich auch direkt an die Nachkommen (vertikal). Das Virus ist in der Umwelt stabil. Vor allem erwachsene Tiere sind häufig symptomlose Ausscheider. Koinfektionen mit Circoviren kommen ebenfalls vor.

## Klinisches Bild
Der akute Verlauf ist vor allem bei Nestlingen zu beobachten. Betroffene Tiere sind schwach, fressen nicht mehr und plötzliche Todesfälle sind möglich. Bei Wellensittichen kann die Sterblichkeit bis zu 100 % betragen. In der Haut können Gelbverfärbung, unter der Haut Blutungen auftreten.
Der chronische Verlauf tritt bei jenen Nestlingen auf, die entweder durch mütterliche Antikörper geschützt oder bei der Infektion bereits älter als zwei Wochen sind. Bei diesen Tieren dominieren Störungen der Federbildung mit Ausfall der Schwung- und  Steuerfedern. Die nachwachsenden Federn sind meist verdreht oder missgestaltet und haben persistierende Federscheiden. Die Tiere sind dadurch flugunfähig und werden auch als „Renner“ oder „Hopser“ bezeichnet, umgangssprachlich nennt man dieses Krankheitsbild „Französische Mauser“.
Der klinisch inapparente Verlauf ist durch fehlende Krankheitserscheinungen gekennzeichnet. Die Tiere haben hohe Antikörperspiegel, scheiden aber immer wieder Viren aus. Bei Störungen des Immunsystems – wie beispielsweise durch Stress, Fütterungsfehler, Brut – kann es auch bei diesen Tieren zu einer manifesten Erkrankung kommen.
Infolge von Leberschäden kann es bei allen Tieren zu einer Gelbverfärbung des Urins kommen. Auch Störungen der Kropffunktion wie Regurgitation oder zentralnervöse Symptome können auftreten.

## Diagnostik
Bei akuten und chronischen Verläufen geben die Symptome schon einen Hinweis auf die Erkrankung. Sicher ist nur der direkte Nachweis von Virus-Desoxyribonukleinsäure mittels Polymerase-Kettenreaktion (PCR) aus dem Blut oder einer Kloakentupferprobe. Der Virusnachweis über eine Zellkultur ist ebenfalls möglich. Der Nachweis von Antikörpern mit einem Neutralisationstest kann bei Wellensittichen ebenfalls durchgeführt werden, ein negatives Ergebnis schließt aber eine Polyomavirusinfektion nicht aus. 
Bei der histopathologischen Untersuchung verstorbener Tiere lassen sich Einschlusskörperchen in Federfollikeln, Niere, Leber und Milz nachweisen.

## Behandlung und Vorbeugung
Eine spezifische Therapie ist nicht möglich, allenfalls Begleiterscheinungen können symptomatisch behandelt werden. Zudem können beispielsweise ausreichend Klettermöglichkeiten angeboten werden, um die Flugunfähigkeit auszugleichen. Ein Abklingen der Befiederungstörungen nach einigen Mausern ist möglich.
Bei einem Auftreten der Erkrankung in einem Bestand sollten für drei bis vier Monate keine weiteren Zuchtversuche unternommen werden. In dieser Zeit sollte ausreichend Kontakt zwischen den Vögeln ermöglicht werden, um eine schnelle Durchseuchung und damit Antikörperbildung zu forcieren. Damit lassen sich zukünftig zumindest akute Erkrankungen und damit Todesfälle, nicht jedoch chronische Erkrankungen, verhindern.
Zum Schutz vor Einschleppung in einen Bestand sollten neu zugekaufte Vögel zunächst in Quarantäne gehalten werden und auf Polyomaviren getestet werden. Zudem sollten Wellensittiche nicht gemeinsam mit anderen Papageien gehalten werden, da letztere häufig Erregerreservoir sind, ohne selbst Krankheitszeichen zu zeigen.